# Ураим
Ураим (баш. Урайым) — река в России, протекает по Нязепетровскому району Челябинской области. Устье реки находится на 788 км реки Уфа по правому берегу (ниже Нязепетровского водохранилища и устья реки Нязя). Длина реки составляет 74 км, площадь водосборного бассейна — 468 км². Общее направление течения — с юга на север.
Недалеко от устья перекинут мост железнодорожной ветки Михайловский завод — Бакал. У устья на правом берегу расположена железнодорожная станция Нязепетровская.
Населённые пункты на реке: Бозово, Котово, Постникова, Ураим, Нязепетровск.
По названию реки получил своё имя ураимский разрез башкирского яруса Урала, расположенный на территориях Челябинской и Оренбургской областей и характеризующемуся грубообмолочной терригенно-карбонатной структурой.
При планировании начала разработки Суроямского месторождения, в бассейне реки Ураим предусматривается создать промышленную Ураимскую площадку для размещения объектов ГОК, в частности обогатительной фабрики и хвостохранилища.

## Притоки
Притоки от устья к истоку.
- Ергалаш[6][7] (Ергаляш[8][9]) (лв) — закарстованная река с суходолом (поверхностное течение по руслу исчезает в межень на протяжении 1,77 км)
- Рыга (лв)
- Малая Бакуева (пр)
- Сухой Лог (лв)
- Исакова (пр)
- Бакуева (лв)
- Комова (лв)
- Багарда (пр)
- Тарышла (лв)
- Куткура (лв)
- Богоряк (лв)
- Кугаш (лв)
- Береснёвка (лв)

## Данные водного реестра
По данным государственного водного реестра России относится к Камскому бассейновому округу, водохозяйственный участок реки — Уфа от Нязепетровского гидроузла до Павловского гидроузла, без реки Ай, речной подбассейн реки — Белая. Речной бассейн реки — Кама.